# Schloss Hellenbroich

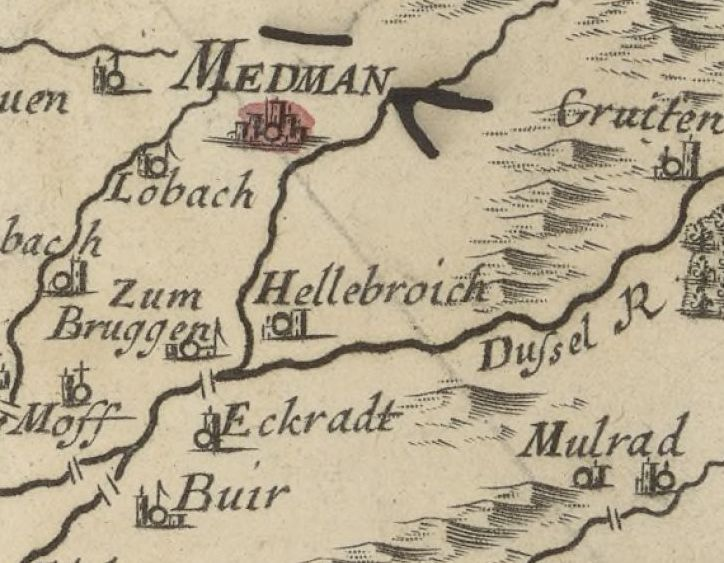
Lage in 1696 (auf einer Karte von einem Nachfolger Nicolas Sansons)

Das Schloss Hellenbroich (auch Hellenbruch) war ein mittelalterlicher landtagfähiger Rittersitz in der Honschaft Diepensiepen südlich von Mettmann.

## Lage
Das ursprünglich Feste Haus, später Schloss lag am Mettmanner Bach kurz bevor dieser in die Düssel mündet. Der Namensteil -broich für Bruch bezieht sich auf die sumpfige Gegend am Unterlauf des Mettmanner Baches.

## Geschichte
Das Haus erscheint urkundlich erstmals 1327 als Hellenbroke. Es gehörte zunächst den Herren von Eller, bevor es um 1410 durch Heirat von Beatrix (Potza) von Eller mit Johann von Buer, Sohn des Drosten der Abtei Werden, Ludekin von Buer, an die Herren von Buer kam. In der zweiten Hälfte des 15. Jahrhunderts ging das Haus an den Düsseldorfer Amtmann Gisbert Gogreve, später an dessen Sohn Wilhelm, der um 1520 dem Amt Mettmann vorstand. Nach Wilhelms Tod erbte das Haus dessen Bruder Johann Gogreve, Bergischer Kanzler. Da dessen Kinder keine Nachkommen hatten, fiel Hellenbroich an Johanns Schwägerin Catharina von Binsfeld, Tochter von Werner von Binsfeld, die es in ihre 1552 geschlossene Ehe mit Heinrich von der Horst zu Mydlinghoven einbrachte. Die Herren von der Horst besaßen das Haus bis in das 18. Jahrhundert. 1770 kam das Haus in bürgerliche Hände. Das Schlossgebäude verfiel zur Ruine und wurde später abgerissen.

## Aktuelle Lage
Der Hellerbrucher Bach, der an der Südseite am Schloss vorbeifloss, erinnert noch an das Haus. Ebenso korrespondiert die Lage etwa mit der heutigen Hofanlage Diepensiepen 21, die den Namen "Gut Hellenbruch" trägt.